# Oreopanax mutisianus
Oreopanax mutisianus är en araliaväxtart som först beskrevs av Carl Sigismund Kunth, och fick sitt nu gällande namn av Joseph Decaisne och Jules Émile Planchon. Oreopanax mutisianus ingår i släktet Oreopanax och familjen Araliaceae. Inga underarter finns listade.